# Kyanzittha
Kyansittha (birm. ကျန်စစ်သား /tɕàɴsɪʔθá/'; 1030 – 1112) – król z dynastii Pagan w Birmie (Mjanmie) panujący w latach 1084–1112 i uważany za jednego z największych birmańskich władców.
Kontynuował reformy społeczne, ekonomiczne i kulturalne rozpoczęte przez swojego ojca, króla Anawrahtę. Podczas jego trwających 28 lat rządów Pagan stał się uznanym w regionie mocarstwem, a język i kultura birmańska nadal się rozprzestrzeniały.
We wczesnych latach życia Kyanzittha był popularnym i odnoszącym sukcesy generałem dowodzącym największymi kampaniami wojennymi Anawrahty, które umożliwiły stworzenie Imperium Paganu. Dwukrotnie, w latach 70. i 80. XI w. znajdował się on na wygnaniu z powodu romansu, jaki miał z królową Manisandą. Kyanzittha wstąpił na tron Paganu w 1084 r. po stłumieniu wielkiej rebelii Monów, podczas której śmierć poniósł Sawlu.
Jego panowanie przebiegało w większości w pokoju. Będąc wielkim miłośnikiem kultury Monów prowadził wobec nich ugodową politykę, a ich język i kultura były na jego dworze objęte królewskim patronatem. To właśnie podczas jego rządów synteza buddyjskich praktyk birmańskich, mońskich i Pyu w birmańską tradycję kulturalną zaczęła osiągać poziom dojrzałości. Pismo birmańskie zaczęło być używane równolegle z pyu, mońskim i pali. Pokojowe królestwo Paganu rosło w dostatek dzięki rolnictwu i handlowi, rozpoczęła się też budowa świątyń na dużą skalę. Kyanzittha dokończył budowę wznoszonej na polecenie Anawrahty pagody Shwezigon i wybudował świątynię Ananda stanowiącą szczytowe osiągnięcie architektury jego czasu. Pagan stał się ważnym centrum nauczania doktryny buddyjskiej. Buddyzm therawady powiększał nadal swoją przewagę, choć ciągle jeszcze szerzyło się wiele praktyk wywodzących się z buddyzmu Ari, Mahajany i hinduizmu. Pagan wyrósł na największą, obok Imperium Khmerskiego, siłę Azji Południowo-Wschodniej, uznawaną za suwerenne królestwo przez chińską dynastię Song oraz indyjską dynastię Ćola.
Kyanzittha jest jednym z najbardziej znanych władców w historii Mjanmy. O historiach i czynach z jego życia opowiadają wciąż na nowo birmańskie literatura, teatr i kino.

## Wczesne lata życia
Większość informacji dotyczących wczesnych lat życia Kyanzitthy okryta jest legendą, podobnie jak większość wczesnej historii Paganu. Wiele z przypisywanych mu historii, jakie zawarte są w birmańskich kronikach, jest w istocie legendami bogato zdobionymi literackimi ornamentami.

### Rodzice
Według kronik Kyanzittha był synem księżniczki Pyinsa Kalayani z Wethali i Anawrahty, w owym czasie senioralnego księcia na dworze króla Sokkate. (Uważa się, że Wethali znajdowało się w dzisiejszym stanie Rakhine lub w Bengalu.) Dorastał on z dala od dworu Anawrahty, gdyż ten wygnał jego ciężarną matkę na prowincję gdy przekonano go, że nie jest ona królewskiej krwi. W kronikach zwarte są też spekulacje, iż prawdziwym ojcem Kyanzitthy mógł być nie Anawrahta, ale Yazataman – birmański dostojnik, który strzegł Pyinsa Kalayani podczas jej podróży do Paganu. W każdym razie kroniki uznają, że w świetle birmańskiego prawa zwyczajowego, które zakłada, że dziecko urodzone w małżeństwie zostało spłodzone przez męża, był on legalnym synem Anawrahty.

### Data urodzenia
Kroniki nie są zgodne, co do dat związanych z życiem i panowaniem Kyanzitthy. Poniższa tabela przedstawia daty podawane przez cztery najważniejsze kroniki.
| Kronika            | Urodzenie – Śmierć | Wiek | Lata panowania | Długość panowania |
| ------------------ | ------------------ | ---- | -------------- | ----------------- |
| Zatadawbon Yazawin | 1030–1111          | 80   | 1084–1111      | 27                |
| Maha Yazawin       | 1004–1088          | 84   | 1063–1088      | 25                |
| Yazawin Thit       | 1032–1093          | 61   | 1064–1093      | 29                |
| Hmannan Yazawin    | 1021–1092          | 71   | 1064–1092      | 28                |

Według Zata uważanej za najdokładniejszą kronikę, jeśli chodzi o daty związane z najbardziej znanymi władcami królestw Paganu i Ava, Kyanzittha urodził się w 1030 r. i był starszy od Sawlu o ok. 20 lat. Maha Yazawin podaje, że był on starszy o około 4 lata, jednak dwie późniejsze kroniki (Yazawin Thit i Hmannan) twierdzą, że Kyanzittha był młodszy od Sawlu o ok. rok. Jeśli Hmannan podaje właściwy wiek Kyanzitthy w chwili śmierci, musiał on urodzić się w 1041 r.

### Niezgodności informacji podawanych przez kroniki
Co więcej, opowieści zawarte w kronikach pełne są niezgodności. Kroniki twierdzą, że gdy Pyinsa Kalyani została posłana do Paganu Anawrahta był już królem. W rzeczywistości nie objął on tronu przed rokiem 1044, a Kyanzittha urodził się nie później niż około roku 1030. Poza tym mało prawdopodobne jest, aby władca Wethali posłał swoją córkę Anawrahcie, który do 1044 r. był księciem, a nie Sokkatcie będącemu królem. Kroniki podają też, że w roku urodzenia Kyanzitthy król Anawrahta próbował wymordować wszystkie niemowlęta, gdyż jego astrolodzy przepowiedzieli, że nowo narodzone dziecko zostanie w przyszłości królem. I znowu: Anawrahta nie był wówczas królem.

### Znaczenie imienia Kyanzitthy
Informacja o imieniu, jakie otrzymał Kyanzittha po urodzeniu zaginęła w toku dziejów. Według ufundowanych przez samego Kyanzitthę inskrypcji znajdujących się na terenie pagody Shwezigon, jego imię jest tytułem nadanym mu przez Anawrahtę. Król nadał mu ten tytuł, który oznacza „ostatni pozostały żołnierz” w uznaniu dla jego zdolności do przetrwania na polu walki. Jednak według historyka Georga Coedesa jest to zniekształcone palijskie określenie kalan cacsa oznaczające „żołnierza-dostojnika”.

## Służba wojskowa (1057–lata 70.)
Kyanzittha dorastał we względnym zapomnieniu, aż do czasu gdy przypomniał sobie o nim Anawrahta (prawdopodobnie niedługo po tym, gdy Kyanzittha ukończył dziesięć lat). Na dworze Anawrahty był on drugorzędnym księciem pozostającym w cieniu swego starszego przyrodniego brata Sawlu i służył jako królewski kadet w armii Paganu. Anawrahta szybko dostrzegł uzdolnienia swego syna. W zgodzie z tradycją, na początku 1057 r. król uczynił swego nastoletniego syna jednym z czterech głównych dowódców podczas swojego najazdu na królestwo Thatôn. (Mianowanie przez Anawrahtę Kyanzitthy dowódcą w tak młodym wieku oznacza, iż uważał on go za swojego potomka. W erze imperium birmańskiego jedynie członkom rodziny królewskiej wolno było w młodym wieku zajmować wyższe stanowiska w armii. Gorzej urodzeni, którzy musieli latami służby zasługiwać na taką pozycję nigdy nie osiągali jej tak młodo). W maju 1057 r. siły Paganu zdobyły Thatôn po 3-miesięcznym oblężeniu. Kyanzittha zyskał sławę jako jeden z Czterech Paladynów.
Wyniki nowszych badań przeprowadzonych przez historyka Michaela Aung-Thwina potwierdzają podbicie przez Anawrahtę Dolnej Birmy, ale zawartą w kronikach opowieść o podbiciu Thatôn uznają za legendę powstałą w okresie po upadku Paganu.
Anawrahta tworzył Imperium Paganu (znane też pod nazwą Pierwszego Imperium Birmańskiego) rozszerzając zasięg swojej władzy we wszystkich kierunkach: ku północnemu Arakanowi na zachodzie, Wyżynie Szan na północy i wschodzie oraz regionowi Taninthayi na południu. Kyanzittha brał udział we wszystkich ekspedycjach Anawrahty włącznie z wyprawą na królestwo Nanzhao, a w kilku przypadkach (jak podczas prowadzonej w Taninthayi kampanii przeciwko Imperium Khmerskiemu) nimi dowodził. Wkrótce po podbiciu Thatôn Kyansittha wraz z trzema innymi „Paladynami” został posłany do objęcia władzy nad Taninthayi. Czterech Paladynów pokonało khmerską armię i Taninthayi stało się częścią Imperium Paganu.
Na początku lat 70. XI w. Kyanzittha otrzymał zadanie obrony Pegu przeciwko najeźdźcom od strony Chiang Mai. Armia Paganu z łatwością odparła agresorów. Władca Pegu, któremu Anawrahta pozwolił pozostać na stanowisku wicekróla w nagrodę za jego współpracę podczas podboju Thatôn w 1057 r., posłał Anawrahcie prezenty w postaci swojej młodej córki Khin U, drogich kamieni i relikwii włosa Buddy. Podczas podróży do Paganu Khin U niesiona była w zasłoniętej lektyce, a Kyanzittha jechał przy jej boku. W trakcie długiej podróży młodzi zakochali się w sobie tak gwałtownie, że o sprawie musiano donieść Anawrahcie. Był to koniec kariery Kyanzitthy – został wygnany przez króla.
Kroniki birmańskie opisują jego wygnanie nie szczędząc literackich ozdobników. Związany Kyanzittha został doprowadzony przed oblicze Anawrahty, który drwił z niego przez pewien czas, aż w końcu, gdy wezbrał w nim gniew, cisnął w niego swą legendarną włócznią Areindamą. Jednak godzina Kyanzitthy jeszcze nie nadeszła. Włócznia chybiła celu zadrasnąwszy go jedynie i przecięła krępujące go więzy. Podniósł on słynną włócznię i uciekł, by już nigdy nie wrócić. Jego ucieczka przez góry i doliny stanowi ciągle ulubiony temat birmańskiego teatru.

## Lata wygnania (lata 70.–1082)
Kyanzittha uciekł na zachód i zaczął zarabiać na życie zajmując się pielęgnacją koni. Ostatecznie osiadł w Kaungbyu (prawdopodobnie w dystrykcie Sikong), gdzie poślubił Thanbulę, siostrzenicę przeora miejscowego klasztoru. Miał wówczas niewiele ponad 30 lat. W Kaungbyu mieszkał aż do końca rządów Anawrahty w 1078 r.
Anawrahta umarł w marcu 1078 r. a tron objął jego najstarszy syn Sawlu. Sawlu, który zawsze postrzegał Kyanzitthę jako rywala, pod naciskiem Shin Arahana, najwyższego rangą duchownego Paganu, wezwał go niechętnie do siebie, by pomagał w administrowaniu królestwem. Kyanzittha pozostawił ciężarną Thanbulę w Kaungbyu. W Paganie odnowił on wkrótce swój romans z Khin U (noszącą teraz tytuł Manisandy), będącą królową u boku Sawlu. Wkrótce został on ponownie wygnany, tym razem o wiele dalej, bo do Dala (dzisiejszego Rangunu).

## Rebelia w Pegu (1082–1084)
W 1082 r. Sawlu stanął naprzeciw poważnej rebelii wznieconej przez jego przyjaciela z dzieciństwa Yamankana, którego wcześniej mianował gubernatorem Pegu. Król przywołał z wygnania Kyanzitthę by stłumił on bunt. Podczas bitwy pod Magwe w listopadzie 1082 r. (miesiąc Natdaw 444 ME) Sawlu dostał się do niewoli. Ministrowie zaoferowali Kyanzittcie koronę, ten jednak odmówił. Zamiast tego próbował osobiście uratować Sawlu wdzierając się nocą do obozu wroga. Siedząc już na ramionach Kyanzitthy i będąc na najlepszej drodze do odzyskania wolności, Sawlu był przekonany, że Kyanzittha wykrada go, aby później zamordować. W końcu, nigdy nie postępował on wobec Kyanzitthy dobrze, nie mógł więc uwierzyć, że ten ryzykowałby swoje życie by ratować kogoś tak źle go traktującego. Z drugiej strony, Yamankan był jego przyjacielem z dzieciństwa i synem jego mamki.
Sawlu wrzasnął „Kyanzittha mnie porywa”.
Kyansittha, krzycząc „A więc giń, głupcze; umieraj śmiercią psa w rękach tej szumowiny”, strącił go ze swoich barków i rzucił się do ucieczki. Przepłynął rzekę Irawadi i w końcu znalazł się w bezpiecznym miejscu.
Yamankan szybko zgładził Sawlu i pomaszerował do Paganu. Nie będąc w stanie zablokować ufortyfikowanych murów Paganu, jego armia pomaszerowała na północ, w pobliże dzisiejszego miasta Inwa.
Kyanzittha udał się do regionu Kyaukse, ryżowego spichlerza Paganu, by zebrać armię. Władca Htihlaing złożył mu hołd i pomógł w zebraniu ludzi. Mając już armię, Kyanzittha przepędził Yamankana. Armia Yamankana wycofała się na południe, podczas gdy sam Yamankan uciekał w dół Irawadi barką wyładowaną złupionym złotem i szlachetnymi kamieniami. Kyanzittha ze swą armią podążał za wycofującymi się siłami Pegu. W połowie drogi do Pegu, przednie straże Kyanzitthy schwytały Yamankana w pobliżu Myingyanu. Yamankan, który był ślepy na jedno oko, został zabity strzałą, która trafiła go w drugie, zdrowe oko.
Według kroniki Zatadawbon Yazawin Kyanzittha stoczył z Yamankanem walkę ok. kwietnia 1083 r. (miesiąc Kason 445 ME). Nie mogła to być ostateczna bitwa w której został zabity Yamankan, gdyż Zatadawbon twierdzi, że Sawlu zginął w roku 1084 po siedmiu latach panowania. Jednak inne kroniki (Hmannan i Yazawin Thit) podają, że panował on tylko przez pięć lat, po czym nastąpiło bezkrólewie trwające do roku 1084 co oznacza, że Sawlu stracił życie pod koniec roku 1082 lub na początku 1083. W każdym razie według Inskrypcji Myazedi Kyanzittha objął tron w 1084 r.

## Objęcie tronu
W Paganie Kyanzittha został szybko obwołany królem. Ceremonia koronacji mogła odbyć się dwa lata później, w roku 1086. Wstępując na tron przyjął Kyanzittha tytuł Sri Tribhuwanaditya Dhammaraja oznaczający „Cieszącego się Szczęśliwym Losem Buddyjskiego Króla, Słońce Trzech Światów”. Dołączyły do niego trzy królowe:
- Apeyadana, jego pierwsza żona, z którą miał córkę Shwe Einsi
- Khin Tan, córka władcy Htihlaing
- Manisanda, Khin U dla której dwukrotnie cierpiał wygnanie.

Jego żona z okresu pierwszego wygnania – Thanbula – nie była obecna. Przybyła ona później i spotkała się z Kyanzitthą wraz z ich synem Yazakumarem.

## Panowanie

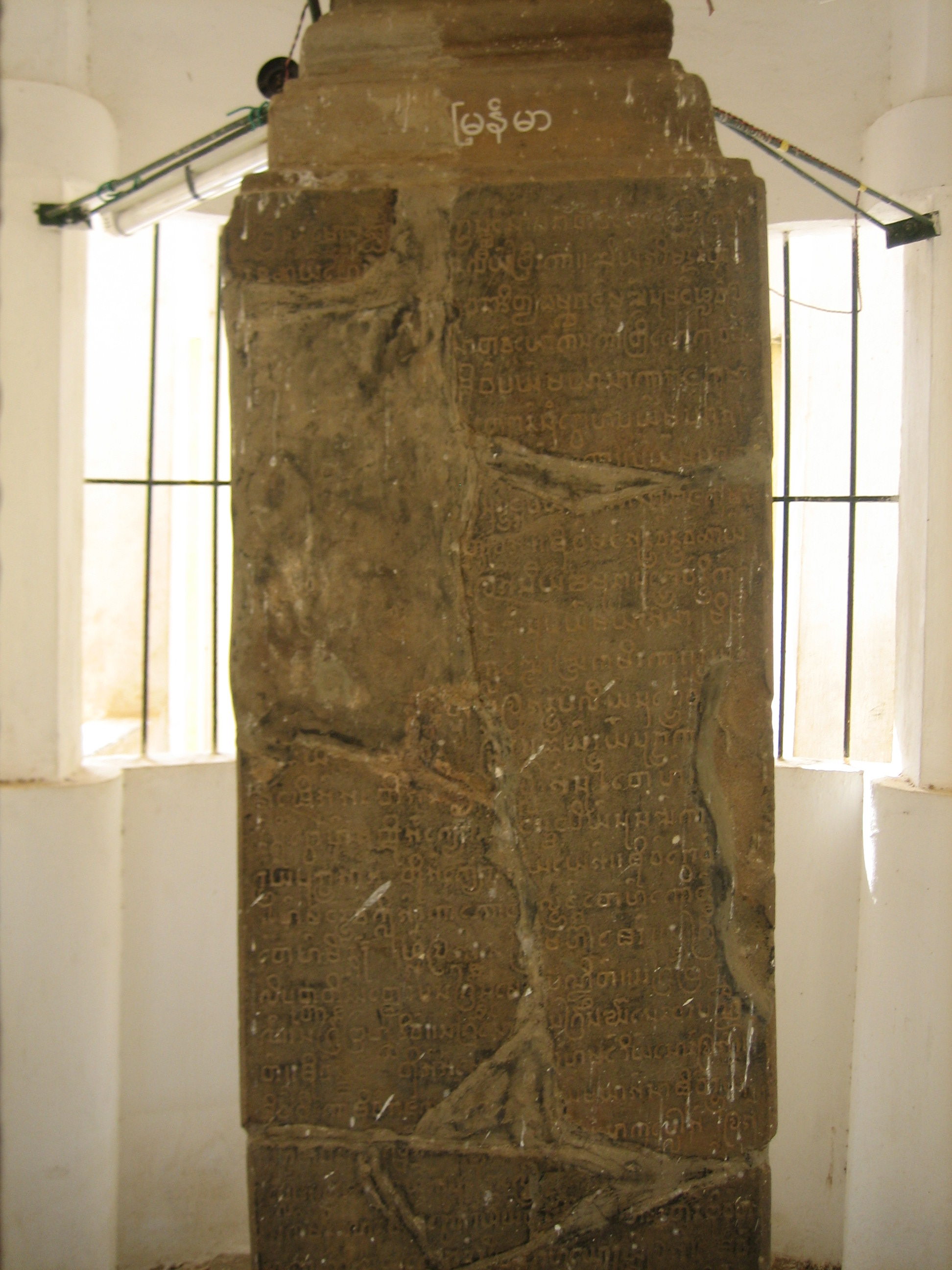
Inskrypcja Myazedi, najwcześniejsza zachowana inskrypcja sporządzona pismem birmańskim

### Rządy w Imperium Paganu
Kyanzittha wzmocnił podstawy Imperium Paganu wybudowanego przez Anawrahtę. Chociaż stłumił on rebelię Monów, kontynuował skierowaną ku nim ugodową politykę. Spędziwszy na wygnaniu siedem lat w kraju Monów, król żywił prawdziwy głęboki szacunek dla ich kultury, a na swoim dworze utrzymywał mońskich uczonych. Język większości zachowanych z jego czasów inskrypcji sporządzono w języku mon (prawdopodobnie dlatego, że pismo birmańskie dopiero się kształtowało). Język mon był używany szeroko przez elitę władzy, podczas gdy język pyu pozostawał językiem kultury.
Polityka Kyanzitthy okazała się skuteczna. Reszta jego panowania przebiegła bez żadnych buntów na południu. W pozostałych częściach Imperium też w dużej mierze panował spokój. (Posłał on ekspedycję do północnego Arakanu, gdyż płacące daninę królestwo na zachodzie stało się celem ataku księcia południowego Arakanu. Jego żołnierze odparli atak, nie zdołali jednak ująć księcia.)
Siła Paganu nie pozostała niezauważona. Imperium Khmerskie, inna z potęg Azji Południowo-Wschodniej, zaprzestało najazdów południowych terytoriów Paganu. Gdy w 1106 r. Pagan wysłał misję dyplomatyczną do chińskiego dworu Song, Chińczycy przyjęli birmańskich posłów z pełnym ceremoniałem należnym jedynie przedstawicielom suwerennych królestw.

### Stopniowy wzrost znaczenia języka birmańskiego
Użycie języka birmańskiego nadal zyskiwało sobie coraz większą popularność wśród ludności Imperium, choć jego pozycja była ciągle niższa od silniej ugruntowanych języków pyu i mon. (Pali zastąpił sanskryt jako język liturgiczny już od 1057 r.) Najstarszą pamiątką utrwalenia się pisma birmańskiego jest Inskrypcja Myazedi, poświęcona Kyanzitthcie w 1112 r., gdy spoczywał już on na łożu śmierci. Użycie języka pyu zaczęło maleć.
Najstarsza wzmianka o słowie „Mjanma” (lieracka nazwa Birmańczyków (Bamar)) pojawiła się w inskrypcji z jego nowego pałacu, wybudowanego pomiędzy grudniem 1101 r. a kwietniem 1102 r.

### Kwestie religijne

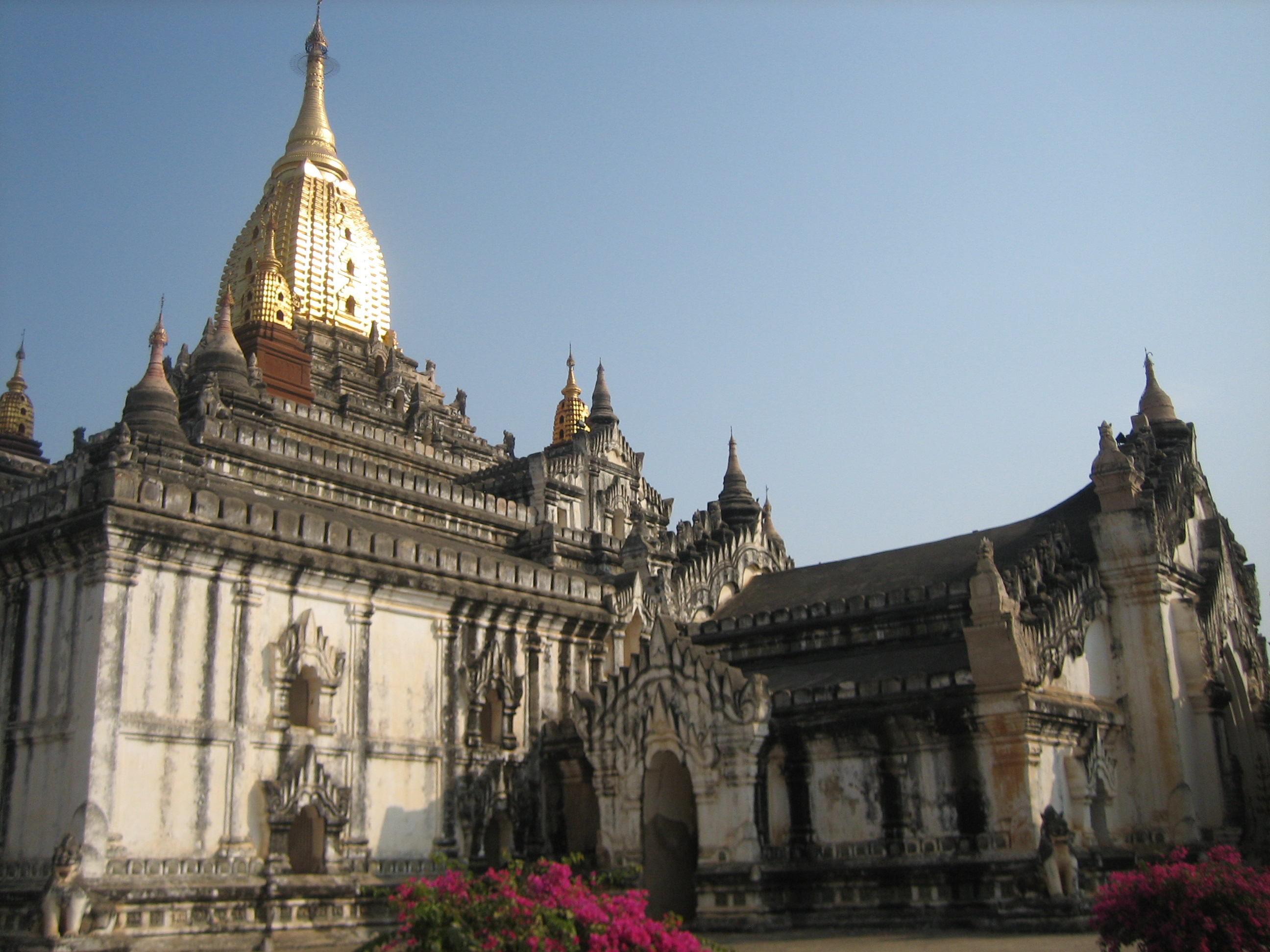
Świątynia Ananda, Pagan (miasto)

Kyanzittha pod kierunkiem Shin Arahana kontynuował działania Anawrahty zmierzające do zreformowania buddyjskiej praktyki w Paganie będącej mieszaniną buddyzmu Ari, Mahayany, Therawady i hinduizmu. Przekazał on świątynię buddystom uciekającym z Indii (które trafiły właśnie pod władzę muzułmanów). Król gościł przez trzy miesiące ośmiu wykształconych mnichów indyjskich słuchając opowiadanych przez nich historii. Zachwycony ich opisem wielkiej, znajdującej się w jaskini świątyni Ananta na Wyżynie Udayagiri w Orissie, król zlecił stworzenie jej imitacji w postaci świątyni Ananda. Ukończył on też pagodę Shwezigon, której budowę rozpoczął Anawrahta.
Niemniej jednak historycy twierdzą, że nawet zreformowany buddyzm Shin Arahana, Anawrahty, Kyansitthy i innych królów Paganu pozostawał nadal pod względnie silnym wpływem hinduizmu w porównaniu ze znacznie bardziej ortodoksyjnymi późniejszymi (XVIII i XIX w.) standardami. W istocie, z aprobatą najważniejszego mnicha w królestwie – Shin Arahana, Kyanzittha uważał za swojego patrona Wisznu.

### Sukcesja
Kyanzittha mianował swojego wnuka Sithu (znanego później pod imieniem Alaungsithu) następcą tronu, gdyż był przekonany, iż nie ma syna. Okazało się jednak, że zapomniał o ciężarnej żonie pozostawionej w Kaungbyu gdy po raz pierwszy został wezwany do Paganu w 1078 r. Thanbula urodziła chłopca i nie była świadoma tego, że Kyanzittha objął tron. Gdy w końcu dotarła do Paganu by umożliwić Kyanzitthcie spotkanie z synem, król nie chciał już cofać danego słowa. Zamiast tego mianował chłopca tytularnym księciem Arakanu nadając mu tytuł Yazakumar (Pali: Rajakumar, dosł. Syn Króla). Tron po Kyanzitthcie objął Alaungsitthu.

## Śmierć
Kyanzittha umarł po długiej chorobie w roku 1112 lub 1113 Miał on wówczas 82 lub 83 lata.

## Spuścizna
Kyanzittha uważany jest za jednego z największych władców Birmy ze względu na zachowanie i wzmocnienie rodzącego się Imperium Paganu. Kontynuowanie przez niego polityki społecznej, ekonomicznej i religijnej autorstwa Anawrahty przekształciło królestwo w ważną potęgę regionalną. Jego panowanie postrzegane jest powszechnie jako czas, gdy asymilacja różnych etnicznych tradycji kulturowych (mońskich, Pyu i birmańskich) zaczęła prowadzić do stapiania się ich w jedną birmańską tradycję kulturową, która miała później zdominować dolinę Irawadi.

### Obecność w kulturze masowej
Kyanzittha został zapamiętany jako romantyczny król wojownik. Cieszył się popularnością zarówno podczas swego panowania, jak i po śmierci. O historiach i czynach z jego życia opowiadają wciąż na nowo birmańskie literatura, teatr i kino.

### Upamiętnienia
- Team Kyansittha – jedna z pięciu drużyn sportowych, na jakie dzielone są dzieci w birmańskich szkołach podstawowych i średnich. Pozostałe cztery drużyny otrzymują imiona po największych birmańskich bohaterach: Anawrahcie, Bayinnaungu, Alaungpayi i Maha Banduli.